# RMS Queen Mary 2
RMS Queen Mary 2 (kratko QM2) je transatlantska linijska potniška ladja. RMS pomeni Royal Mail Ship - ladja kraljeve pošte. Je prva velika linijska ladja po Queen Elizabeth 2 iz leta 1969. QM2 je glavna ladja (ang. flagship) podjetja Cunard Line. Ladja je poimenovana po kraljici Elizabeti II. Prva ladja Queen Mary je bila dokončana leta 1936. Po upokojitvi Queen Elizabeth 2 leta 2008, je QM2 edina transatlantska linijska ladja. Del leta pluje linijsko med Southamptonom in New Yorkom, se pa uporablja tudi za vsakoletna križarjenja okrog sveta.
Izdelali so jo v francoski ladjedelnici Chantiers de l'Atlantique pod vodstvom britanskih arhitektov, ki jih je vodil Stephen Payne. Nekaj časa je bil QM2 najdaljša, najširša in najbolj visoka potniška ladja z gros tonažo 148.528. Potem ji je leta 2006 naziv vzela križarka razreda Freedom in kasneje še večja križarka razreda Oasis s čez 210.000 gros tonažo. Izpodriv vode QM2 je okrog 75.000 ton, RMS Titanic je imel izpodriv okoli 52.000 ton.
Queen Mary 2 je bila sprva namenjena redni transatlantski liniji, zato je zasnovana drugače od drugih potniških ladij (križark). Cena na posteljo je skoraj dvakrat večja kot pri križarkah. Uporabili so tudi visokokakovostne materiale, ki so potrebni za čezoceansko plovbo. Uporabili so 40% več železa kot za enako veliko križarko..
Največja hitrost je 30 vozlov (56 km/h), hitrost križarjenja je 26 vozlov (48 km/h), precej več kot križarke (22 vozlov). Queen Mary 2 uporablja integriran električni način pogona. Moč za pogon in električne potrebe ladje zagotavljajo štirje 16-valjni dizel motorji Wärtsilä 16V 46C-CR / 16.800 kW (22.848 KM) vsak in, ko so potrebe velike, še dve plinski turbini GE LM2500+ / 25.060 kW (34.082 KM) vsaka.
Ladjo poganjajo štirje električni potisniki s propelerjem Rolls-Royce/Alstom "Mermaid", vsak z močjo 21,5 MW. Dva sta fiksna, dva pa lahko rotirata okrog vertikalne osi.
Queen Mary 2 ima 15 restavracij in barov, pet bazenov, kazino, teater, plesno dvorano in planetarij. Leta 2011 so spremenili register ladje na Bermudo, tako so lahko na ladji tudi poroke. 

## Tehnične karakteristike
- Tip: linijska potniška ladja
- Tonaža: 148.528 GT
- Izpodriv: ~75.000 ton
- Dolžina: 1.132 ft (345 m)
- Širina: 135 ft (41 m) na vodi, 161 ft (49 m) krila mosta
- Višina: 236,2 ft (72.0 m) od kobilice do dimnika
- Globina: 33 ft (10,1 m)
- Nadstropja: 13 potniških, 17 skupaj
- Inštalirana moč: 4 x Wärtsilä 16V 46C-CR / 16.800 kW (22.848 KM) vsak, 2 x GE LM2500+ / 25.060 kW (34.082 KM) vsaka
- Pogon: štirje 21,5 MW Rolls-Royce/Alstom "Mermaid" električni potisniki s propelerjem 2 fiksna in rotirajoča (azimutna)
- Hitrost: 30 vozlov (56 km/h, 35 mph)
- Kapaciteta: 2.620 potnikov
- Posadka: 1.253